# Pengpu Xincun
Pengpu Xincun (chiń. 彭浦新村站) – stacja metra w Szanghaju, na linii 1. Zlokalizowana jest pomiędzy stacjami Gongkang Lu i Wenshui Lu. Została otwarta 28 grudnia 2004.